# Watertown (Tennessee)
Watertown és una població dels Estats Units a l'estat de Tennessee. Segons el cens del 2000 tenia 1.358 habitants.

## Demografia
Segons el cens del 2000, Watertown tenia 1.358 habitants, 542 habitatges, i 377 famílies. La densitat de població era de 419,5 habitants/km².
Dels 542 habitatges en un 33,4% hi vivien nens de menys de 18 anys, en un 51,5% hi vivien parelles casades, en un 13,3% dones solteres, i en un 30,3% no eren unitats familiars. En el 28,4% dels habitatges hi vivien persones soles el 14,6% de les quals corresponia a persones de 65 anys o més que vivien soles. El nombre mitjà de persones vivint en cada habitatge era de 2,51 i el nombre mitjà de persones que vivien en cada família era de 3,06.
Per edats la població es repartia de la següent manera: un 26,7% tenia menys de 18 anys, un 8,5% entre 18 i 24, un 28,3% entre 25 i 44, un 21,2% de 45 a 60 i un 15,4% 65 anys o més.
L'edat mediana era de 37 anys. Per cada 100 dones de 18 o més anys hi havia 82,8 homes.
La renda mediana per habitatge era de 35.662 $ i la renda mediana per família de 41.484 $. Els homes tenien una renda mediana de 30.263 $ mentre que les dones 22.500 $. La renda per capita de la població era de 17.008 $. Entorn del 9,2% de les famílies i l'11% de la població estaven per davall del llindar de pobresa.

## Poblacions més properes
El següent diagrama mostra les poblacions més properes.